# Estadio José Picasso Peratta
El Estadio José Picasso Peratta es un estadio fútbol ubicado en la ciudad de Ica, cuenta con una capacidad de 8000 espectadores y es utilizado por los clubes iqueños para sus partidos por Liga Distrital y la Copa Perú a pesar de ser uno de los escenarios más pequeños del Perú.

## Historia
El estadio fue inaugurado el 4 de junio de 1943 por José Picasso Peratta, el entonces alcalde de Ica, quien inauguró el estadio con el nombre de Estadio Municipal de Ica y que posteriormente llevó el nombre de quien fue el gestor de su construcción.
El estadio fue utilizado para partidos de Primera División del Perú, durante las participaciones de los clubes Octavio Espinosa (1966 a 1971 y 1984 a 1991) y más reciente Estudiantes de Medicina (2001-2003), además de haber albergado partidos de Segunda División del Perú y Copa Bicentenario por el club Sport Victoria (2013-2019), por último es una de las principales sedes de los conjuntos iqueños durante la participación en Copa Perú.
El récord de asistencia en este recinto se dio el 5 de abril de 1987 cuando Octavio Espinosa derrotó a Universitario por 1-0 ante 8667 espectadores en un encuentro por la cuarta fecha del Torneo Metropolitano. 
El 2004, se consideró que Ica fuera una de las sedes para la Copa América 2004 ó de la Copa Mundial de Fútbol Sub-17 de 2005 por lo que se planeó una posible remodelación del estadio, a pesar del visto bueno del entonces presidente del IPD Arturo Woodman, el proyecto no avanzó debido a la negativa entre el GORE, la Municipalidad Provincial de ica y el Colegio San Luis Gonzaga, por lo que las sedes se asignaron a Tacna para la Copa América 2004 e Iquitos para Copa Mundial de Fútbol Sub-17 de 2005
En 2021, debido a la crisis sanitaria ocasionada por el COVID-19, la Municipalidad Provincial de Ica (MPI) y la Caja Ica asignaron el Campo N2 del estadio como sede para una planta generadora de oxígeno, que era fundamental para la ciudad. Esta planta comenzó a operar de forma gratuita, proporcionando oxígeno a quienes más lo necesitaban.

### Finales y definiciones
| Fecha      | Local                   | Resultado | Visitante         | Competición                |
| ---------- | ----------------------- | --------- | ----------------- | -------------------------- |
| 10-12-2000 | Estudiantes de Medicina | 1-0       | Coronel Bolognesi | Final Copa Perú 2000 (ida) |